# Gorica (gmina Sukošan)
Gorica – wieś w Chorwacji, w żupanii zadarskiej, w gminie Sukošan. W 2011 roku liczyła 671 mieszkańców.